# 劉求
劉求（?—?），更始帝刘玄的儿子。
更始三年（25年），刘玄被赤眉军所杀。東漢建武二年（26年），东汉大司马吴汉攻打宛城（今河南省南阳市）。更始帝所封的宛王刘赐带着刘玄的妻儿到洛阳降光武帝刘秀。四月初二，光武帝封刘求为襄邑侯，奉更始之祀；刘歆为穀孰侯，劉鯉为寿光侯。求后徙封成阳侯。刘求去世，其子刘巡嗣位，刘巡子刘姚再嗣。